# 下拉斯奧利亞斯
下拉斯奧利亞斯（西班牙語：Las Ollas Arriba），是巴拿馬的城鎮，位於該國中東部，由西巴拿馬省的卡皮拉區負責管轄，面積25平方公里，2010年人口1,201，人口密度每平方公里48人。